# 2399 Terradas
2399 Terradas eller 1971 MA är en asteroid i huvudbältet som upptäcktes den 17 juni 1971 av den argentinska astronomn Carlos U. Cesco vid Leoncito Astronomical Complex. Den har fått sitt namn efter Esteve Terradas.
Asteroiden har en diameter på ungefär 5 kilometer och den tillhör asteroidgruppen Flora.